# Trick Daddy
Моріс Семюел Янг (англ. Maurice Samuel Young; нар. 27 вересня 1974), більш відомий під псевдонімом Трік Дедді (англ. Trick Daddy), — американський репер із Маямі, штат Флорида. Він найбільш відомий своїми синглами «Let's Go» і «Shut Up».

## Раннє життя
Трік Дедді народився 27 вересня 1974 року в Маямі. Його батько Чарльз Янг був місцевим сутенером. Коли Трік був підлітком, Чарльз узяв його та його брата Дерека «Голлівуда» Харріса до себе, і в цей час Трік і Голлівуд почали торгувати креком на вулицях. У 15 років Тріка заарештували за зберігання наркотиків і вогнепальної зброї. У день звільнення Тріка заарештували за звинуваченням у замаху на вбивство за те, що він застрелив чоловіка під час вуличної бійки. Він був засуджений і відправлений до в'язниці у віці 20 років. Того ж року вбили його брата. Після звільнення з в'язниці Тед Лукас, засновник Slip-N-Slide Records, закликав Тріка зосередитися на реп-кар'єрі та триматися подалі від вулиць.

## Кар'єра
Трік з’явився у треку «Scarred» колишнього учасника 2 Live Crew Лютера «Luke» Кемпбелла, спродюсованого Дарреном «DJ Spin» Рудніком, з альбому Люка Uncle Luke 1996 року. Пісня стала хітом і відразу ж привернула увагу як шанувальників, так і продюсерів. Тед Лукас, колишній концертний промоутер і тодішній генеральний директор Slip-n-Slide Records, підписав контракт з репером на новоствореному звукозаписному лейблі. Slip-n-Slide випустили дебютний альбом Trick Daddy Dollars Based on a True Story у 1997 році; альбом був популярний в районі Маямі.
У 1998 році, коли вийшов його наступний альбом www.thug.com, Трік прибрав «Dollars» зі свого сценічного імені. Клубний трек «Nann Nigga» за участю Тріни став національним хітом, досягнувши третього місця в чарті Hot Rap Singles. У 1998 році Atlantic Records підписали контракт із Trick Daddy і випустили його Book of Thugs: Chapter AK Verse 47 того ж року. «Shut Up» був провідним синглом з Book of Thugs. Його наступний сингл «America» був гострим політичним треком, який Омар Берджесс порівнював з іншими соціологічними треками в каталозі Тріка, такими як «Ain't No Santa».
Наступний альбом Thugs Are Us, випущений у 2001 році, містив хіт-сингл «I'm a Thug», який досяг 17 місця в Billboard Hot 100. У 2002 році вийшов його п'ятий студійний альбом Thug Holiday. У 2004 році був випущений Thug Matrimony: Married to the Streets з хітом «Let's Go», спродюсованим Lil Jon за участю Twista та семплом гітарних рифів з хіта Оззі Осборна «Crazy Train». У 2006 році вийшов Back by Thug Demand.
Слідом за альбомом Back By Thug Demand Trick Daddy з’явився на кількох синглах DJ Khaled: «Born-N-Raised» у 2006 році, «I’m So Hood»t у 2007 та «Out Here Grindin'» у 2008. Trick Daddy покинув Slip-n-Slide у 2008 році та випустив свій 8-й студійний альбом Finally Famous: Born a Thug Still a Thug 25 вересня 2009 року під власним лейблом Dunk Ryder Records. Він випустив сингл за участю Jeezy під назвою «I Can't Leave These Streets Alone», а потім був представлений у треку «This is for You» з альбому Jeezy, TM:103 Hustlerz Ambition, випущеного в грудні 2011 року. У липні 2012 року Trick Daddy випустив мікстейп під назвою Dick & Dynamite як приквел до свого майбутнього альбому. Він продовжує гастролювати Сполученими Штатами, виконуючи мікс як своїх класичних хітів, так і своїх нових релізів.

## Особисте життя
Трік Дедді заявив, що у нього вовчак, який вразив його шкіру, але він припинив приймати ліки для боротьби з недугою. Він заявив: «для кожного препарату, який вони мені давали, я повинен був проходити тест або приймати інші ліки кожні тридцять днів або близько того, щоб переконатися, що ліки не спричиняють побічних ефектів, пов’язаних із нирковою чи печінковою недостатністю… Я просто сказав усім разом, що я не приймаю ліків».
Трік Дедді зіткнувся з фінансовими труднощами, тричі оголошуючи про банкрутство, останнє з яких сталося в день, коли його дім мав бути вилучений і проданий з аукціону.
Колишня дружина Тріка Дедді Джой подала на розлучення з ним, як вона показала під час 2 сезону «Love & Hip Hop: Miami».

## Проблеми із законом
У 1993 році Трік Дедді був визнаний винним у зберіганні кокаїну, носінні прихованої зброї та порушенні умовного терміну та відбув 15 місяців у в'язниці штату Флорида. Потім у лютому 2003 року його заарештували за звинуваченням у володінні зброєю після суперечки під час баскетбольного матчу, і знову у вересні 2003 року після того, як поліція знайшла в його кишені кокаїн і марихуану. Він визнав себе винним у звинуваченнях у кокаїні та зброї та отримав умовний термін.
3 квітня 2014 року його заарештували біля свого будинку в Мірамарі, штат Флорида. Відповідно до його протоколу про арешт, він був спійманий поліцією, яка стежила за його будинком за підозрою в тому, що він керує вирощуванням марихуани. Повідомляється, що коли поліція увійшла до його дому з ордером і собаками, які шукали наркотики, вони знайшли один грам кокаїну в спальні, а також 9-міліметровий пістолет і боєприпаси в іншій спальні. Поліція звинуватила Тріка у зберіганні кокаїну, вогнепальній зброї та боєприпасах засудженим злочинцем, а також у водінні з призупиненим посвідченням. Наступного ранку його відпустили під заставу в 6100 доларів.
11 січня 2020 року поліція зупинила Тріка Дедді в Маямі, оскільки підозрювала, що він керував автомобілем у нетверезому стані. Після того, як поліцейські відчули запах алкоголю в його диханні, і він не пройшов перевірку на тверезість, Трік Дедді був взятий під варту на станції Гаммокс за керування автомобілем у нетверезому стані. Обшукуючи його речі, поліція виявила кокаїн, загорнутий у доларову купюру. На той момент його також звинуватили у зберіганні кокаїну. Його застава була встановлена в розмірі 6000 доларів США за обидва звинувачення.

## Дискографія
Студійеі альбоми
- Based on a True Story (1997)
- www.thug.com (1998)
- Book of Thugs: Chapter AK Verse 47 (2000)
- Thugs Are Us (2001)
- Thug Holiday (2002)
- Thug Matrimony: Married to the Streets (2004)
- Back by Thug Demand (2006)
- Finally Famous: Born a Thug, Still a Thug (2009)